# Кондрацкий, Борис Владимирович
Борис Владимирович Кондрацкий (16 августа 1914, Войтовка, Подольская губерния — 28 июля 1999, Симферополь) — советский архитектор, работавший в Крыму в второй половине XX века.

## Биография
Окончил Харьковский институт инженеров коммунального строительства в 1946 году. С тех пор бессменно работал в институте «КрымНИИпроект» (Симферополь). Проживал на ул. Февральской. Скончался 28 июня 1999 года в Симферополе .

## Известные проекты зданий и сооружений[1]
Основная часть проектов Кондрацкого выполнена для Крымской области.
- Стадион «Авангард» (ныне Фиолент) в Симферополе,
- Крымский областной архив,
- Торговый центр (ныне универмаг Крым) на Московской площади в Симферополе,
- Жилые дома на ул. Пушкина, № 2, 4,
- Жилые дома на ул. Севастопольская, № 18,
- Гостиница «Украина» в Симферополе[3],
- Гостиница «Москва» в Симферополе[3],
- Дом отдыха рыбников в Гурзуфе,
- Молодёжный лагерь «Юность» в Алуште,
- Санаторий «Ударник» в Евпатории,
- Спальный корпус дома отдыха МВД в Евпатории,
- Дом творчества «Коктебель» в Коктебеле,
- Планирование Канакской балки,
- Административный корпус Института климатотерапии в Ялте,
- Летние кинотеатры в Алуште, Керчи, Симеизе.

Изучал архитектурное наследство Симферополя и других городов Крыма. Выполнял акварели, иллюстрировал книги по архитектуре.

Выполнил первую архитектурную реконструкцию Неаполя Скифского, используя материалы археологов. Совместно с архитектором А. Ф. Зоря и археологом М. А. Фронджуло им был выполнен первый проект создания музея Неаполя Скифского (разрабатывался институтом «Укрпроектреставрация»). Он был утверждён отделом архитектуры и Госстроем Украины в 1984 году,  но так и не осуществился.

Известные проекты Б. В. Кондрацкого (в том числе коллективные работы КрымНИИпроект)
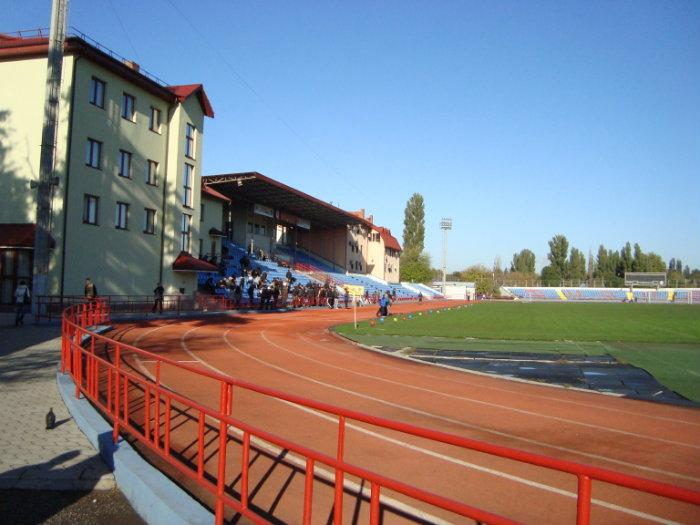
Стадион Авангард, ныне Фиолент
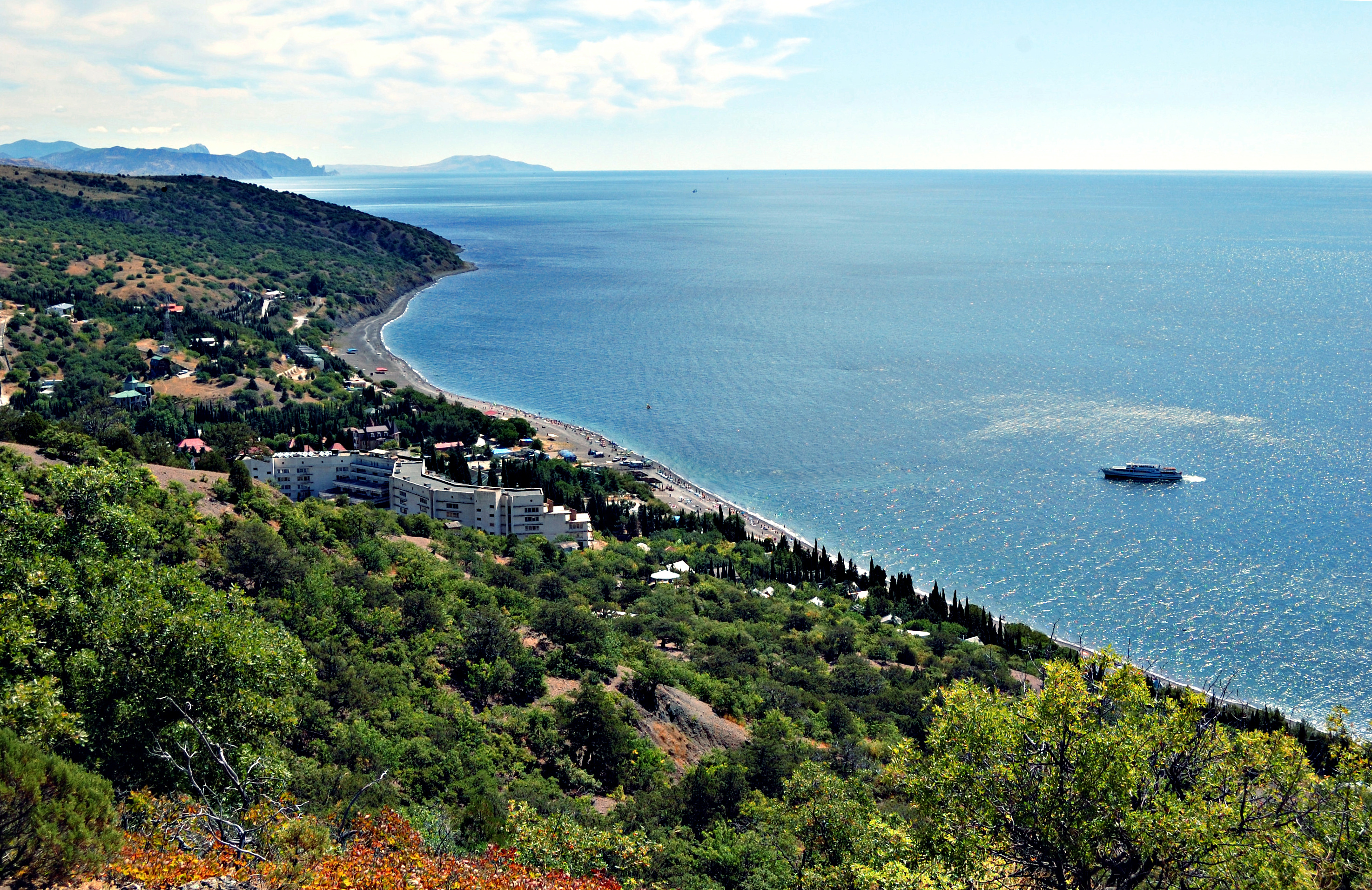
Современная застройка Канакской балки
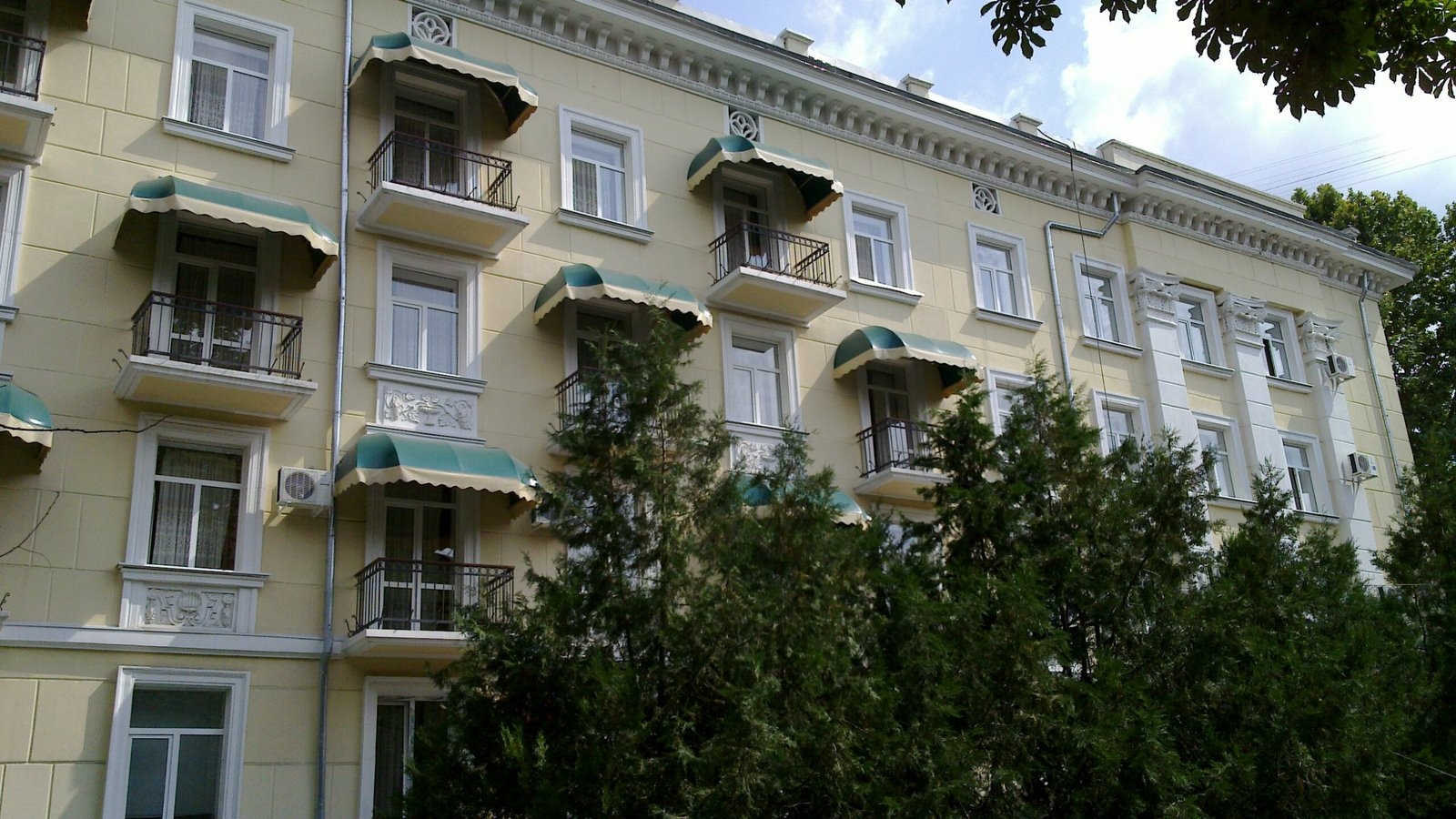
Западный фасад гостиницы Украина, ул. А. Невского, 7
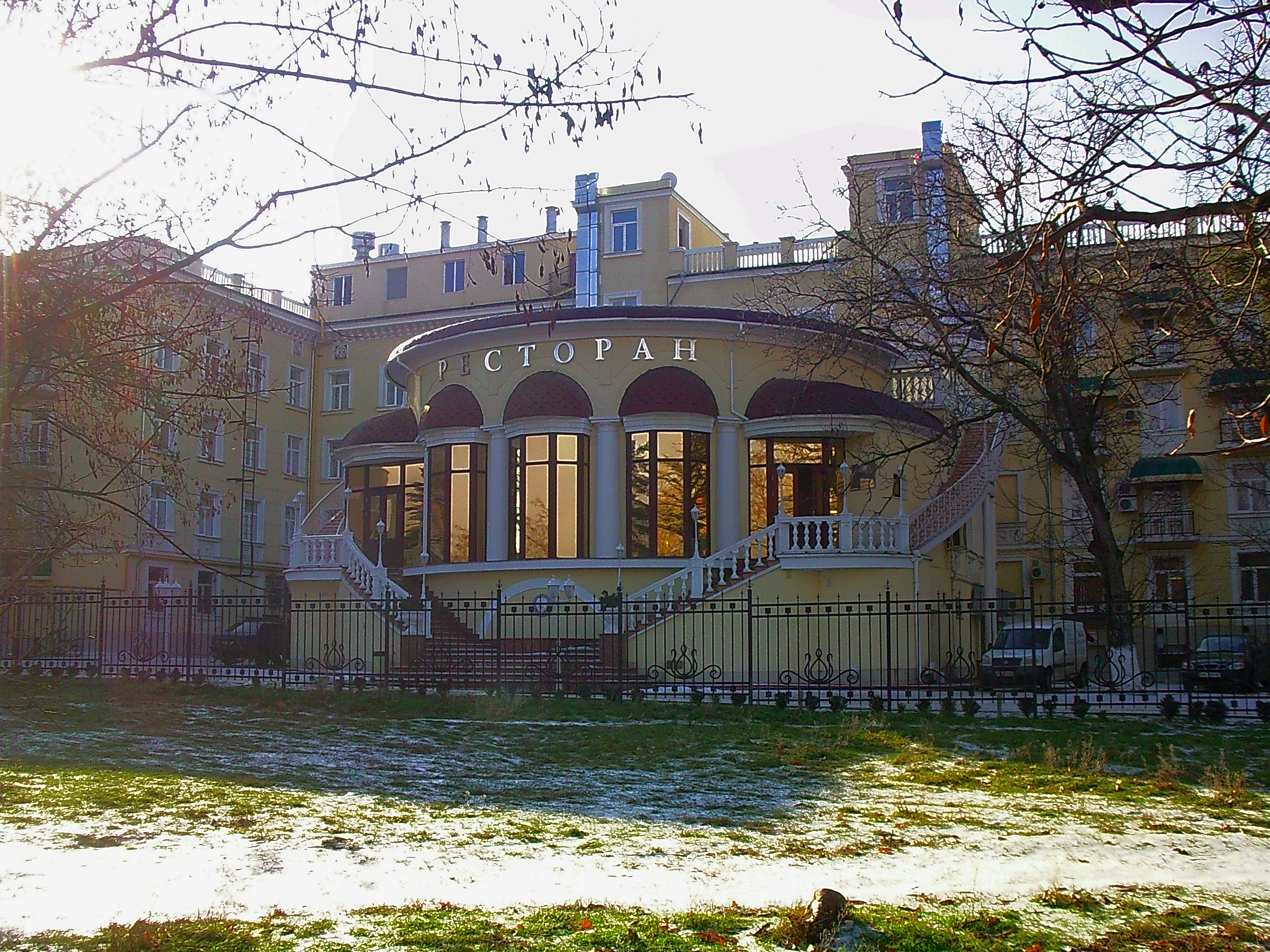
Северный фасад гостиницы Украина
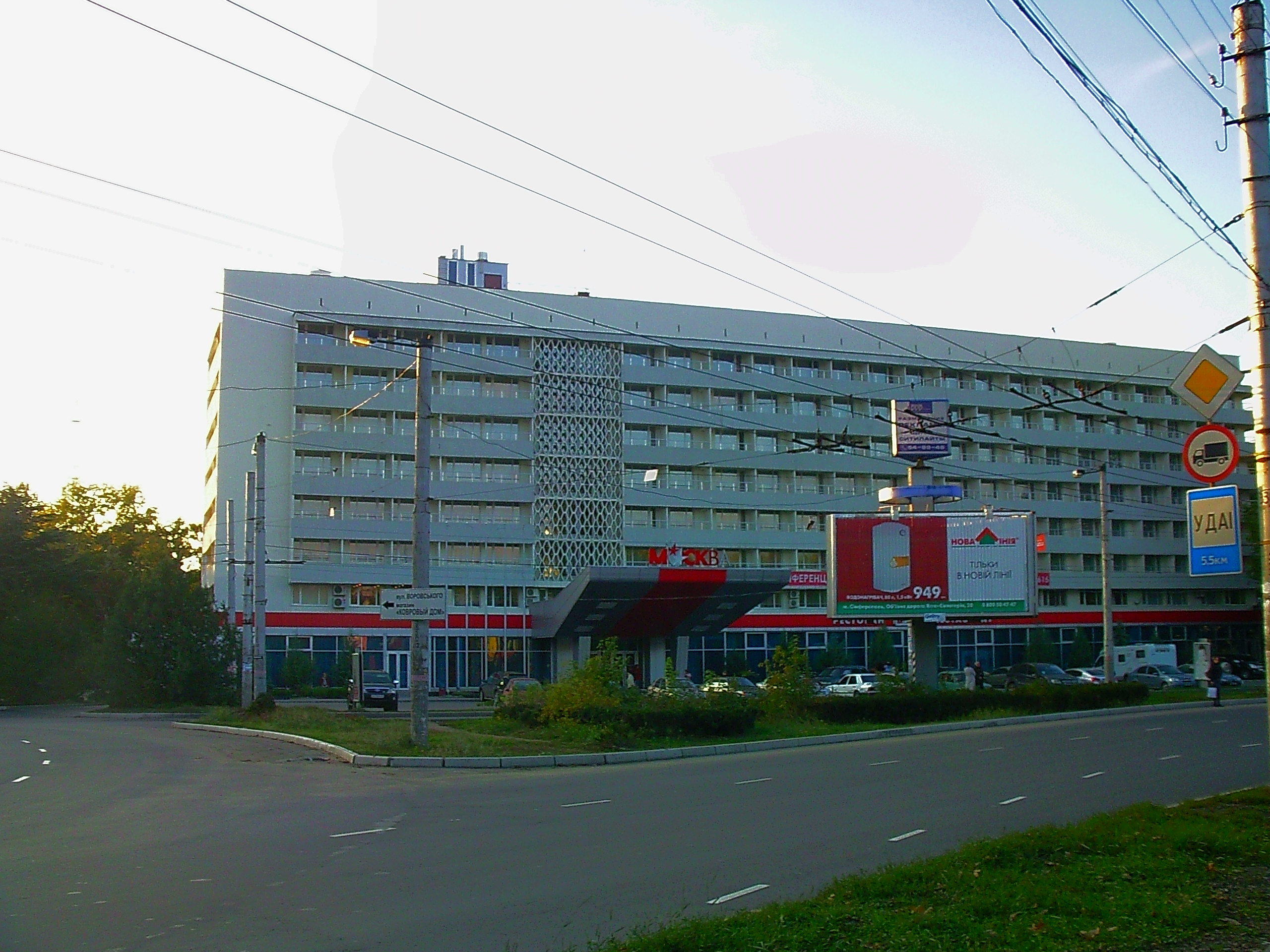
Гостиница Москва, ул. Киевская, 2
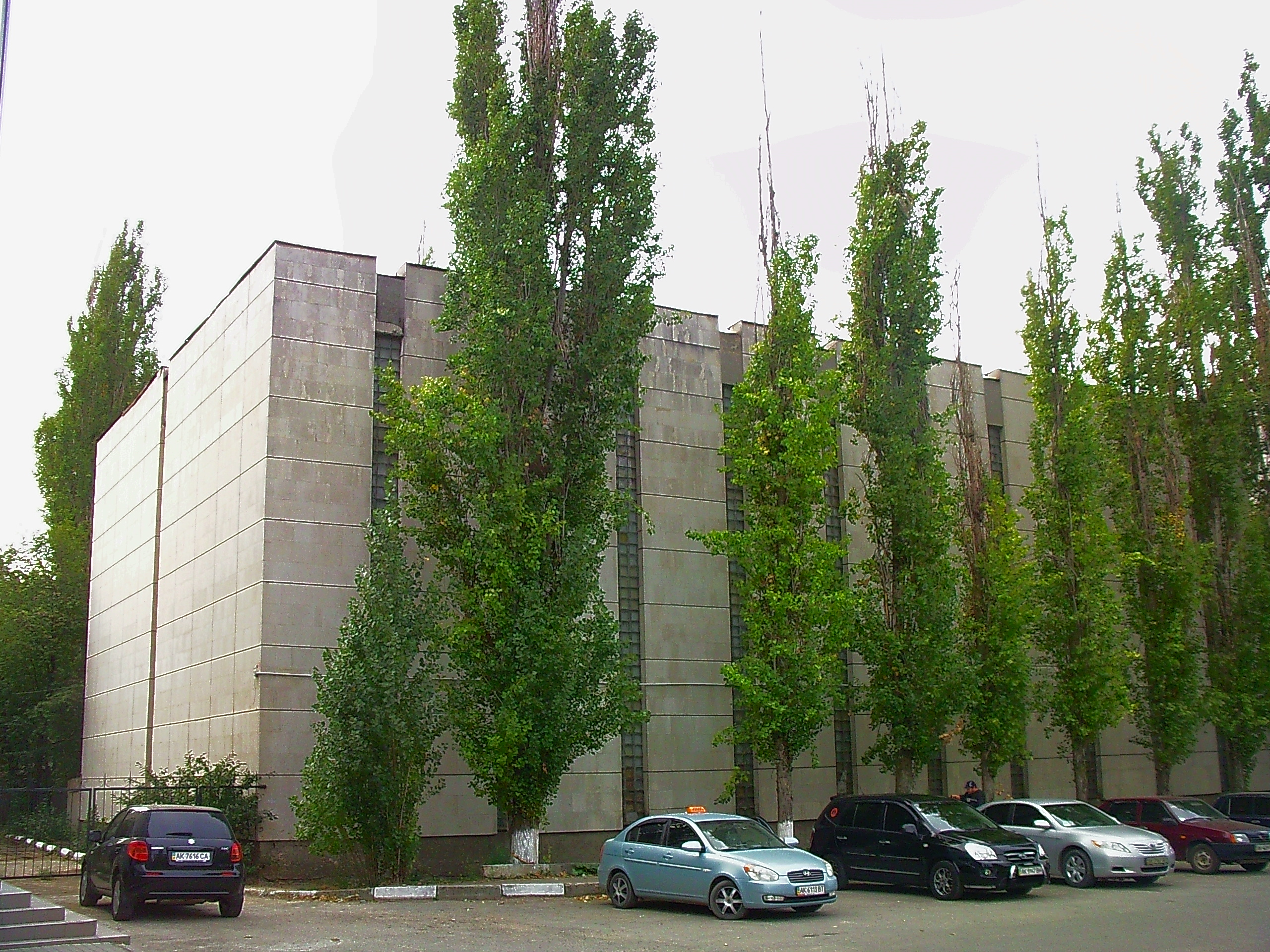
Государственный архив Республики Крым, ул. Кечкеметская
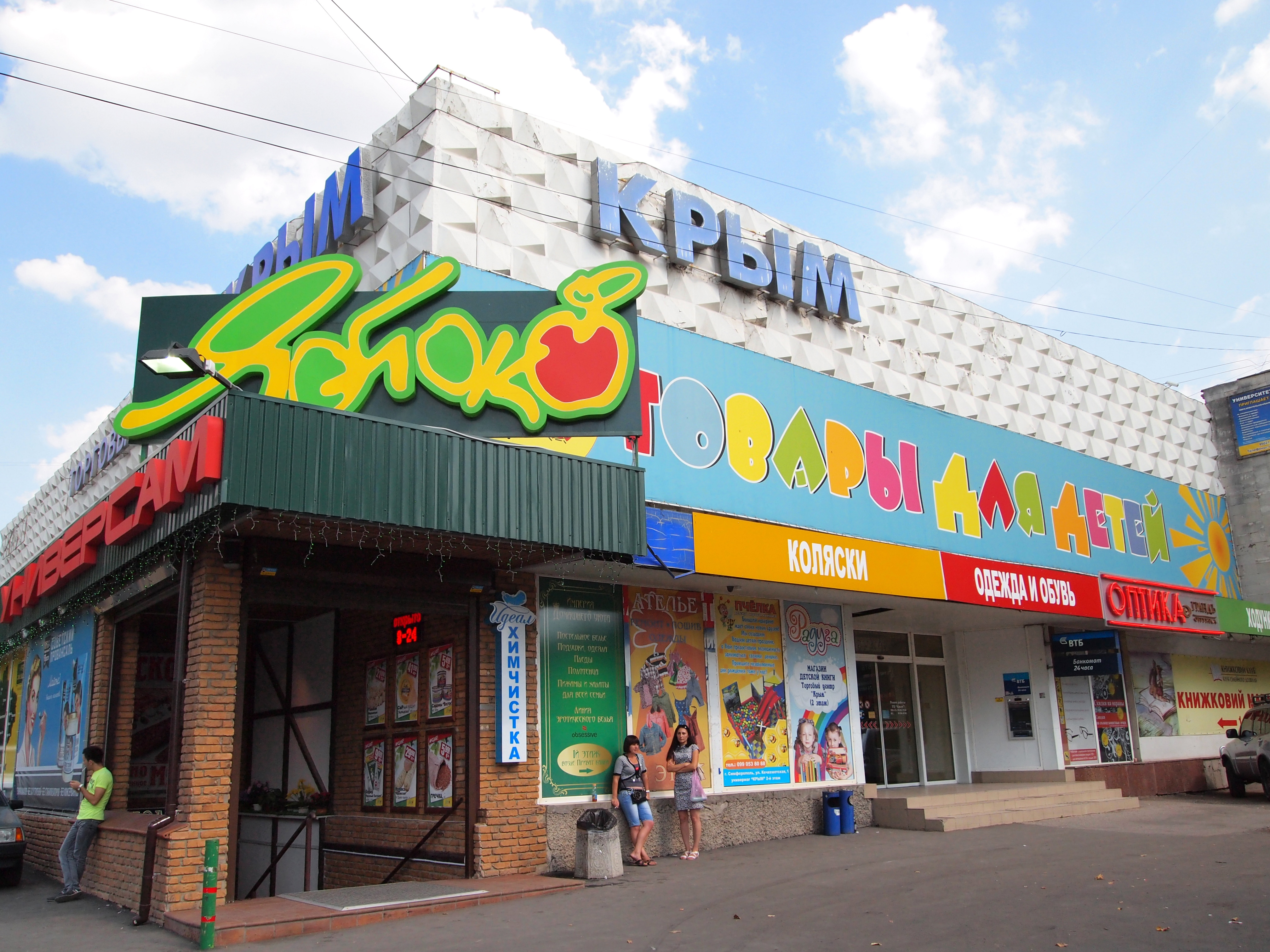
Универмаг Крым, Московская площадь